# Maple (contea di Bailey)
Maple è una comunità non incorporata degli Stati Uniti d'America, situata nella contea di Bailey dello Stato del Texas. Secondo il censimento effettuato nel 2000 abitavano nella comunità 75 persone. Nonostante non sia incorporata, possiede un ufficio postale; il suo Zoning Improvement Plan è 79344.

## Geografia
Maple si trova a 33°50′55″N 102°53′55″W (33.8487040, -102.8985495), lungo la FM 546, nella parte meridionale della contea, circa 35 miglia (56 km) a sud-ovest di Muleshoe.